# Округ Кольбушова
Округ Кольбушова (нем. Bezirk Kolbuszowa, Кольбушовский уезд, пол. Powiat kolbuszowski) — административная единица коронной земли Королевства Галиции и Лодомерии в составе Австро-Венгрии, существовавшая в 1867—1918 годах. Административный центр — Кольбушова.
Площадь округа в 1879 году составляла 8,7586 квадратных миль (503,97 км2), а население 63 866 человек. Округ насчитывал 65 населённых пунктов, организованные в 61 кадастровых муниципалитета. На территории округа действовало 2 районных суда — в Кольбушовой и Соколуве.
В течение 1915 года уезд входил в состав Перемышльской губернии, образованной на занятой русскими войсками территории Австро-Венгрии.
После Первой мировой войны округ вместе со всей Галицией отошёл к Польше.